# Замок Кока
Кока (исп. Castillo de Coca) — испанский замок, расположенный в одноимённом городе в провинции Сеговия. Построен в XV веке при Алонсо Фонсеке, могущественном архиепископе Севильи во времена царствования короля Энрике IV Кастильского. 
Замок окружен двойной крепостной стеной шириной 2,5 метра с многоугольным угловыми органами и ворот, а также глубоким сухим рвом. Образец фортификационного искусства в стиле мудехар. Замок принадлежит семейству Альба, сейчас там размещается школа лесничих.